# Liste der Abgeordneten zum Oberösterreichischen Landtag (I. Wahlperiode)
Diese Liste der Abgeordneten zum Oberösterreichischen Landtag (I. Wahlperiode) listet alle Abgeordneten zum Oberösterreichischen Landtag in der I. Wahlperiode auf. Die Wahlperiode reichte vom 6. April 1861 bis zum 22. Dezember 1866 und war von einer Mehrheit der Liberalen Partei geprägt. Die Landesregierung wurde vom Landesausschuss Lebschy I gebildet.

## Struktur
Der Oberösterreichische Landtag bestand in der ersten Wahlperiode aus 49 gewählten Abgeordneten sowie der Virilstimme des Diözesanbischofs. Neben der Virilstimme stellte die Kurie des Großen Grundbesitzes 10 Abgeordnete. Die Städte und Industrialorte wählten in 15 Wahlkreisen insgesamt 17 Abgeordnete, wobei in der Landeshauptstadt Linz drei Abgeordnete gewählt wurden. Die Handels- und Gewerbekammer stellte drei Abgeordnete im Landtag, zudem kamen aus den Landgemeinden aus 12 Wahlkreisen 19 Abgeordnete. Von den Landgemeinden delegierte man dabei mit Ausnahme der Wahlkreise Linz, Grein, Freistadt, Gmunden und Kirchdorf je zwei Abgeordnete.

## Landtagsabgeordnete
| Name                         | Kurie                      | Wahlbezirk                   | Anmerkung                                                          |
| ---------------------------- | -------------------------- | ---------------------------- | ------------------------------------------------------------------ |
| Achleitner Georg             | Landgemeinden              | Wahlbezirk Wels              | ab 17. Jänner 1863 als Nachfolger von Josef Jungreitmayer          |
| Dabon Klaudius               | Landgemeinden              | Wahlbezirk Schärding         |                                                                    |
| Edlbacher Max                | Landgemeinden              | Wahlbezirk Freistadt         | ab 20. September 1866 als Nachfolger von Leopold Kemeter           |
| Edlbacher August             | Landgemeinden              | Wahlbezirk Kirchdorf         | am 22. August 1862 verstorben                                      |
| Edler von Pflügl Albert      | Landgemeinden              | Wahlbezirk Vöcklabruck       | ab 25. Dezember 1864 als Nachfolger von Ignaz Pürstinger           |
| Eigner Moriz                 | Städte und Industrialorte  | Landeshauptstadt Linz        |                                                                    |
| Enzinger Franz               | Landgemeinden              | Wahlbezirk Ried              | bis 7. Dezember 1862                                               |
| Figuly von Szep Ignaz        | Handels- und Gewerbekammer |                              |                                                                    |
| Grohs Franz                  | Städte und Industrialorte  | Landesfürstliche Stadt Wels  |                                                                    |
| Gruber Ignaz                 | Städte und Industrialorte  | Wahlbezirk Enns              | bis 3. September 1866                                              |
| Gruber Josef                 | Landgemeinden              | Wahlbezirk Ried              | ab 2. Juli 1866 als Nachfolger von Anton Wurmb                     |
| Hafferl Josef                | Handels- und Gewerbekammer |                              | ab 14. November 1866 als Nachfolger von Franz Honauer              |
| Haller Anton                 | Städte und Industrialorte  | Landesfürstliche Stadt Steyr |                                                                    |
| Hann Ludwig                  | Städte und Industrialorte  | Wahlbezirk Kirchdorf         |                                                                    |
| Herndl Franz                 | Städte und Industrialorte  | Wahlbezirk Grein             | bis 11. November 1863                                              |
| Heyß Maximilian              | Großer Grundbesitz         |                              |                                                                    |
| Honauer Franz                | Handels- und Gewerbekammer |                              | bis 20. Oktober 1866                                               |
| Hopfner Josef                | Landgemeinden              | Wahlbezirk Rohrbach          |                                                                    |
| Jungreitmayer Josef          | Landgemeinden              | Wahlbezirk Wels              | bis 12. September 1862                                             |
| Karlsberger Josef            | Landgemeinden              | Wahlbezirk Kirchdorf         | ab 17. Jänner 1863 als Nachfolger von August Edlbacher             |
| Kemeter Leopold              | Landgemeinden              | Wahlbezirk Freistadt         | bis 8. Juli 1866                                                   |
| Koch Franz                   | Landgemeinden              | Wahlbezirk Gmunden           | ab 22. September 1863 als Nachfolger von Franz Koch                |
| Kopp Karl                    | Landgemeinden              | Wahlbezirk Gmunden           | am 4. August 1863 verstorben                                       |
| Körner Reinhold              | Städte und Industrialorte  | Landeshauptstadt Linz        |                                                                    |
| Krumphuber Franz             | Landgemeinden              | Wahlbezirk Wels              |                                                                    |
| Kurzwernhart Theodor         | Städte und Industrialorte  | Wahlbezirk Eferding          |                                                                    |
| Kyderle Franz                | Landgemeinden              | Wahlbezirk Steyr             | ab 12. Mai 1862 als Nachfolger von Franz Kyderle                   |
| Kyrle Josef                  | Städte und Industrialorte  | Wahlbezirk Schärding         |                                                                    |
| Lebschy Dominik              | Großer Grundbesitz         |                              |                                                                    |
| Leeb Thaddäus                | Landgemeinden              | Wahlbezirk Steyr             | bis 23. März 1862                                                  |
| Mayer Ignaz                  | Handels- und Gewerbekammer |                              | ab 14. November 1866 als Nachfolger von Anton Georg Pummer         |
| Mayer Philipp                | Städte und Industrialorte  | Wahlbezirk Enns              | ab 17. Dezember 1866 als Nachfolger von Ignaz Gruber               |
| Moser Philipp                | Landgemeinden              | Wahlbezirk Linz              |                                                                    |
| Panhuber Florian             | Landgemeinden              | Wahlbezirk Steyr             |                                                                    |
| Planck Carl                  | Großer Grundbesitz         |                              |                                                                    |
| Platte Karl                  | Städte und Industrialorte  | Wahlbezirk Vöcklabruck       | am 7. Februar 1866 verstorben                                      |
| Pott Josef                   | Landgemeinden              | Wahlbezirk Ried              | von 22. Jänner 1863 bis 1864 als Nachfolger von Franz Enzinger     |
| Prechtl Karl                 | Städte und Industrialorte  | Wahlbezirk Braunau           | ab 27. September 1866 als Nachfolger von Jakob Schönthaler         |
| Pummerer Anton Georg         | Handels- und Gewerbekammer |                              | am 3. Oktober 1866 verstorben                                      |
| Pürstinger Ignaz             | Landgemeinden              | Wahlbezirk Vöcklabruck       | bis 1864                                                           |
| Rappolter Anton              | Städte und Industrialorte  | Landesfürstliche Stadt Ried  |                                                                    |
| Reindl Karl                  | Städte und Industrialorte  | Wahlbezirk Urfahr            |                                                                    |
| Remer Rafael                 | Städte und Industrialorte  | Wahlbezirk Gmunden           |                                                                    |
| Reslhuber Augustin           | Großer Grundbesitz         |                              |                                                                    |
| Richter Friedrich            | Städte und Industrialorte  | Wahlbezirk Vöcklabruck       | ab 30. April 1866 als Nachfolger von Karl Platte                   |
| Rudigier Franz Josef         | Virilstimme                |                              |                                                                    |
| Scherer Franz                | Städte und Industrialorte  | Wahlbezirk Rohrbach          |                                                                    |
| Schönthaler Jakob            | Städte und Industrialorte  | Wahlbezirk Braunau           | bis 29. Juli 1866                                                  |
| Schwarz Kaspar               | Städte und Industrialorte  | Wahlbezirk Freistadt         |                                                                    |
| Schwarz Karl                 | Landgemeinden              | Wahlbezirk Schärding         | am 29. September 1863 verstorben                                   |
| Seyrl Franz                  | Landgemeinden              | Wahlbezirk Ried              |                                                                    |
| St. Julien Franz Josef       | Großer Grundbesitz         |                              |                                                                    |
| Stülz Jodok                  | Großer Grundbesitz         |                              |                                                                    |
| Teitl Heinrich               | Landgemeinden              | Wahlbezirk Vöcklabruck       |                                                                    |
| Terpinitz Karl               | Städte und Industrialorte  | Wahlbezirk Grein             | ab 17. Dezember 1863 als Nachfolger von Rafael Remer               |
| Eiselsberg Guido von         | Großer Grundbesitz         |                              |                                                                    |
| Hayden Eduard von            | Großer Grundbesitz         |                              |                                                                    |
| Preßler Rudolf von           | Großer Grundbesitz         |                              |                                                                    |
| Ratzesberg Ludwig von        | Großer Grundbesitz         |                              |                                                                    |
| Wagner Sebastian             | Landgemeinden              | Wahlbezirk Braunau           |                                                                    |
| Wahl Mathias                 | Landgemeinden              | Wahlbezirk Grein             |                                                                    |
| Wieninger Georg              | Landgemeinden              | Wahlbezirk Schärding         | ab 16. November 1863 als Nachfolger von Karl Schwarz               |
| Wieninger Anton              | Landgemeinden              | Wahlbezirk Braunau           |                                                                    |
| Windhager-Pumberger Matthias | Landgemeinden              | Wahlbezirk Rohrbach          |                                                                    |
| Wiser Karl                   | Städte und Industrialorte  | Landeshauptstadt Linz        |                                                                    |
| Wurmb Anton                  | Landgemeinden              | Wahlbezirk Ried              | ab 3. Jänner 1865 bis 28. April 1866 als Nachfolger von Josef Pott |